# Malin Craig
Malin Craig, ameriški general, * 5. avgust 1875, St. Joseph, Missouri, † 25. julij 1945, Washington, D.C..